# Kim Byung-woo
Dans ce nom coréen, le nom de famille, Kim, précède le nom personnel.
Pour les articles homonymes, voir Kim.
Kim Byung-woo (hangeul : 김병우 ; RR : Gim Byeong-u ; MR : Kim Pyŏng-u) est un réalisateur et scénariste sud-coréen, né en 1980 à Pusan (Gyeongsang du Sud).

## Biographie

### Jeunesse et formation
Kim Byung-woo naît en 1980 à Pusan, en Gyeongsang du Sud. Jeune, il fréquente le département de théâtre et de cinéma de l'université d'Hanyang.

### Carrière
Début juin 2022, la société Fantasy Light rentre en discussion avec Netflix afin de présenter son film catastrophe de science-fiction The Great Flood, en tant que réalisateur et scénariste. Cette plate-forme lui donne, en août, carte blanche pour la diffusion en 2025. Kim Da-mi et Park Hae-soo y jouent dans les rôles principaux.

## Filmographie

### Réalisateur

#### Longs métrages
- 2003 : Anamorphic (아나모픽)
- 2008 : Written (리튼)
- 2013 : The Terror Live (더 테러 라이브)
- 2018 : Take Point (더 벙커)
- prévu en 2025 : The Great Flood (대홍수)[5]
- prévu en 2025 : The Prophet: Omniscient Reader (전지적 독자 시점)[6]

#### Court métrage
- 2001 : Cry

### Scénariste
- 2003 : Anamorphic (아나모픽)
- 2008 : Written (리튼)
- 2013 : The Terror Live (더 테러 라이브)
- 2018 : Take Point (더 벙커)
- prévu en 2025 : The Great Flood (대홍수)[5]

### Producteur
- 2003 : Anamorphic (아나모픽)

### Monteur
- 2003 : Anamorphic (아나모픽)
- 2008 : Written (리튼)

## Récompenses et distinctions
- Pusan Film Critics Awards 2013 : meilleur nouveau réalisateur pour The Terror Live
- Buil Film Awards 2013 :
  - Meilleur nouveau réalisateur pour The Terror Live
  - Meilleur scénario pour The Terror Live
- Blue Dragon Film Awards 2013 : meilleur nouveau réalisateur pour The Terror Live